# Jan Grabowski (historyk)

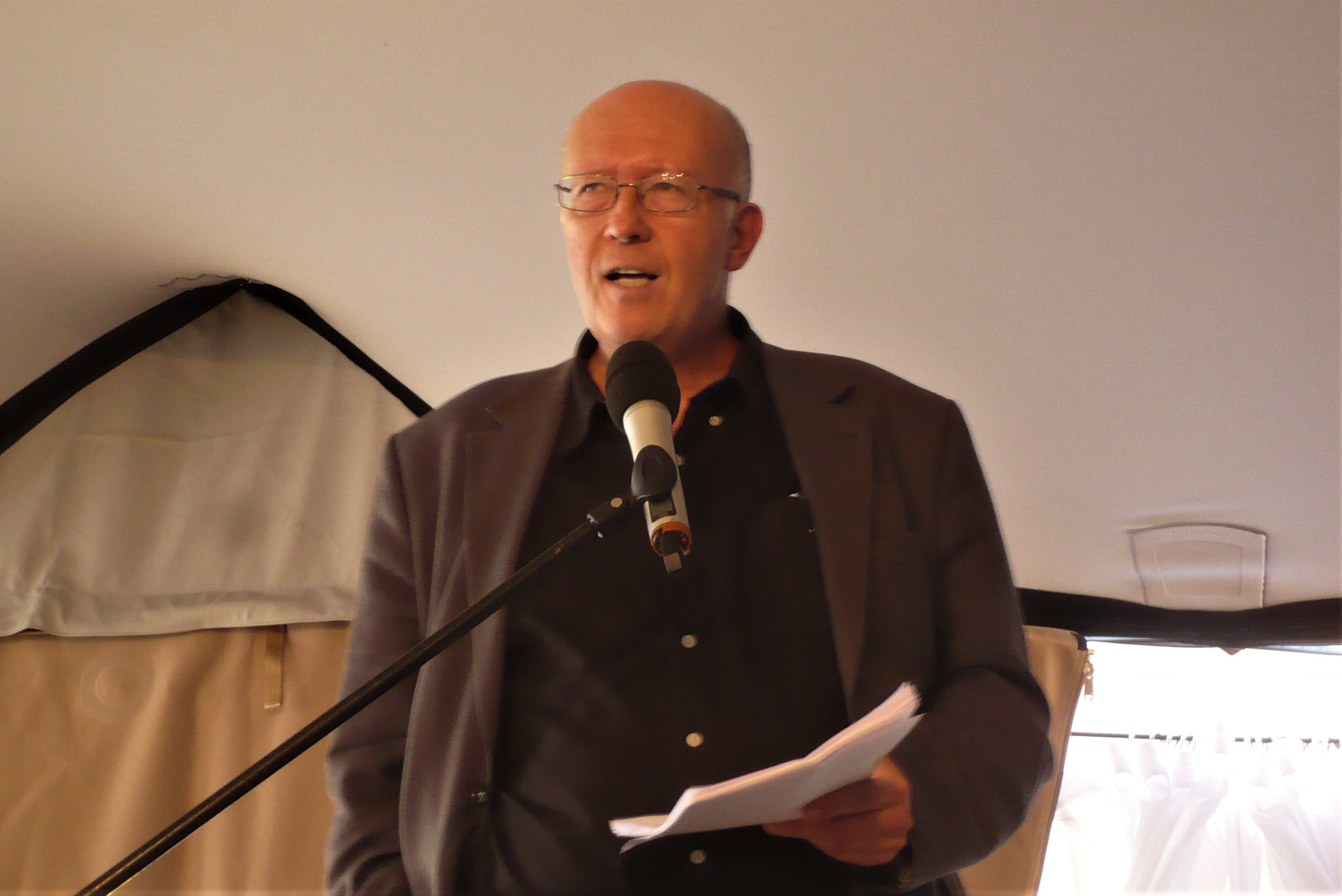
J. Grabowski, 29. Festiwal Kultury Żydowskiej w Krakowie, 2019

Jan Zbigniew Grabowski (ur. 24 czerwca 1962 w Warszawie) – polsko-kanadyjski historyk specjalizujący się w badaniach nad Holocaustem, profesor na Uniwersytecie Ottawy, współzałożyciel Centrum Badań nad Zagładą Żydów Instytutu Filozofii i Socjologii Polskiej Akademii Nauk, członek Royal Society of Canada.

## Życiorys
Jest synem Zbigniewa Grabowskiego, profesora chemii, laureata nagrody Fundacji na rzecz Nauki Polskiej. Jego ojciec pochodził ze zasymilowanej rodziny żydowskiej, ocalał z Holocaustu. Jego babka Joanna Grabowska była rzeźbiarką, jedną z pierwszych studentek na ASP w Krakowie.
Jan Grabowski w 1986 ukończył studia historyczne na Uniwersytecie Warszawskim. Stopień naukowy doktora uzyskał w 1994 na Wydziale Historii Uniwersytetu Montrealskiego. Od tego czasu jest zatrudniony na Wydziale Historii Uniwersytetu w Ottawie na stanowisku profesora (Full Professor). Był jednym z członków założycieli Centrum Badań nad Zagładą Żydów PAN. W 2020 został członkiem Royal Society of Canada.
Specjalizuje się w badaniach nad Holocaustem. W swojej pracy podejmuje m.in. temat roli Polaków w Zagładzie Żydów w czasie II wojny światowej.
W Polsce posiada uprawnienia ekwiwalentne do statusu doktora habilitowanego.

## Publikacje
- Historia Kanady, Prószyński i S-ka, Warszawa 2001, 320 ss. ISBN 978-83-7255-044-6.
- „Ja tego Żyda znam!” Szantażowanie Żydów w Warszawie 1939-1943, Warszawa 2004. ISBN 83-7388058-5.
- Dzienniki Franciszka Wyszyńskiego 1941-1944, Warszawa 2007, 550 ss. (współredaktor nauk.: Zbigniew R. Grabowski) ISBN 978-83-86156-29-0.
- ’Je le connais, c’est un Juif!’ Varsovie 1939-1943. Le chantage contre les Juifs, éditions Calmann-Lévy, Paris, 2008. 176 ss. ISBN 978-2702138878.
- Edward Kubalski, „Niemcy w Krakowie. Dziennik 1 IX 1939 – 18 I 1945”, Kraków 2010 (redakcja i opracowanie: Jan Grabowski, współredaktor nauk.: Zbigniew R. Grabowski) ISBN 978-83-61978-36-7.
- Rescue for Money: ‘Paid Helpers’ in Poland, 1939–1945, Search and Research Series, Jad Waszem – The International Institute for Holocaust Research, Jerusalem, 2008, ISBN 978-965-308-325-7.
- Żydów łamiących prawo należy karać śmiercią! „Przestępczość” Żydów w okupowanej Warszawie, 1939–1942, Stowarzyszenie Centrum Badań nad Zagładą Żydów, Warszawa 2010, 211 ss. (współautor: Barbara Engelking) ISBN 978-83-926831-7-9.
- Judenjagd. Polowanie na Żydów, 1942-1945. Studium dziejów pewnego powiatu, Stowarzyszenie Centrum Badań nad Zagładą Żydów, Warszawa 2011, 282 ss. ISBN 978-83-932202-0-5. Autor przedstawił po raz pierwszy hipotezę, że w czasie okupacji Polacy przyczynili się pośrednio lub bezpośrednio do śmierci co najmniej 200 tys. Żydów, którzy po rozpoczęciu Zagłady ukrywali się poza gettami. Ten element zwrócił uwagę mediów[8][9][10][11][12][13][14]. Do zawartych w książce hipotez odnosili się badacze m.in.: Bogdan Musiał w sposób krytyczny[15] oraz Jan Tomasz Gross w sposób afirmatywny[16].
- Zarys krajobrazu. Wieś polska wobec Zagłady, 1942-1945, Warszawa, 2011, 532 ss. (współautor: Barbara Engelking) ISBN 978-83-932202-4-3.
- Hunt for the Jews: Betrayal and Murder in German-Occupied Poland, Indiana University Press, 2013, 312 pp., ISBN 978-02-53010-74-2.
- Aaron Elster, Ocalony z Zagłady. Wspomnienia chłopca z Sokołowa Podlaskiego, Stowarzyszenie Centrum Badań nad Zagładą Żydów, Warszawa 2014, 139 ss. (współredaktor nauk.: Barbara Engelking) ISBN 978-83-63444-31-0.
- Klucze i kasa. O mieniu żydowskim w Polsce pod okupacją niemiecką i we wczesnych latach powojennych 1939–1950, Stowarzyszenie Centrum Badań nad Zagładą Żydów, Warszawa 2014, 629 ss. (red. nauk. z Dariuszem Libionką) ISBN 978-83-63444-35-8.
- Ostatni Żyd z Węgrowa (red. nauk.) Stowarzyszenie Centrum Badań nad Zagładą, Warszawa 2015, 219 ss. ISBN 978-83-63444-41-9.
- ציד היהודים; בגידה ורצח בפולין בימי הכיבוש הגרמני. Jad Waszem, Jerusalem, 2016. ISBN 978-965-308-531-2.
- Szczęście posiadać dom pod ziemią... (red. nauk.) Stowarzyszenie Centrum Badań nad Zagładą Żydów, Warszawa 2016, 215 ss. ISBN 978-83-63444-44-0.
- Buried Words: The Diary of Molly Applebaum, Azrieli Foundation, Toronto, 2017. (Edited, annotated and forwarded). ISBN 978-1-988065-12-0.
- Dalej jest noc. Losy Żydów w wybranych powiatach okupowanej Polski (2 tomy, red. nauk. wspólnie z Barbarą Engelking), Centrum Badań nad Zagładą Żydów, Warszawa 2018. Filomena Leszczyńska, wspierana przez Fundację Reduta Dobrego Imienia – Polska Liga przeciw Zniesławieniom, pozwała J. Grabowskiego oraz B. Engelking o zniesławienie jej stryja Edwarda Malinowskiego. B. Engelking potwierdziła, że we wsi Malinowo (powiat bielski)[17] mieszkało dwóch E. Malinowskich, co mogło prowadzić do pomyłki, jednak sąd II instancji oddalił powództwo Leszczyńskiej z uzasadnieniem, iż „ingerencja w badania naukowe nie jest zadaniem dla sądów”[18]. Książka została skrytykowana przez historyków IPN.
- Na posterunku. Udział polskiej policji granatowej i kryminalnej w zagładzie Żydów, Wydawnictwo Czarne, Wołowiec 2020, 432 ss. ISBN 978-83-8049-986-7.
- Polacy, nic się nie stało! Polemiki z Zagładą w tle, Wydawnictwo Austeria, Kraków 2021, ISBN 978-83-7866-283-9.
- Wybielanie: Polska wobec Zagłady Żydów, Wydawnictwo Vis-á-vis Etiuda, Kraków 2024, ISBN 978-83-7998-533-3. Tytuł oryginału Whitewash:Poland and the Jews.

## Krytyka
- W czerwcu 2017 Fundacja Reduta Dobrego Imienia opublikowała list otwarty, kwestionujący zasadność tez J. Grabowskiego i zarzucający mu m.in. „fałszowanie historii Polski”. List podpisało 138 naukowców[19][20][21]. W odpowiedzi Grabowski wytoczył proces FRDI[21][22].